# 厚木市子ども科学館
厚木市子ども科学館（あつぎしこどもかがくかん）は、神奈川県厚木市の厚木シティプラザ内にある厚木市立の科学館である。
なお、厚木市にキャンパスを設置している神奈川工科大学が命名権（ネーミングライツ）を取得しており、2009年7月より「神奈川工科大学厚木市子ども科学館」（かながわこうかだいがくあつぎしこどもかがくかん）の呼称を用いている。

## 沿革
- 1985年2月1日 - 「厚木市子ども科学館」として開館。館内のプラネタリウム施設の導入機材は、五藤光学研究所の「GX-AT」。
- 2009年7月18日
  - 神奈川工科大学がネーミングライツを取得し、館の名称を「神奈川工科大学厚木市子ども科学館」と変更[2]。
  - 館内のプラネタリウム施設を「コスモシアター」としてリニューアルオープン。導入機材は、有限会社大平技研の「メガスター-II-B」と、株式会社アストロアーツの「ステラドーム」、常設のプラネタリウムとしては国内最多の恒星を投影可能[3]。

## 施設
- プラネタリウム
- 展示ホール

## 概要
- 入館料：無料
- プラネタリウム観覧料：大人200円、子ども50円
- 開館時間：9:00〜17:00
- 休館日：年末年始（12月29日～1月3日）、 施設点検等のため、毎月第3月曜日は正午から開館（休日にあたる場合は第2月曜日）

## 交通
- 小田急電鉄小田急小田原線 本厚木駅東口から徒歩3分